# Rudy Wiedoeft

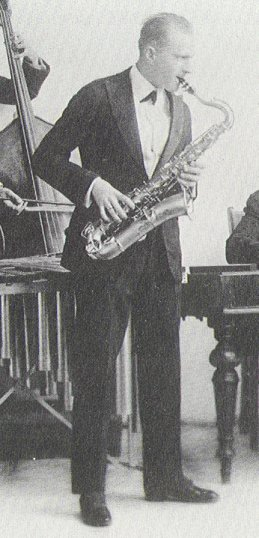
Rudy Wiedoeft, 1919

Rudolph „Rudy“ Cornelius Wiedoeft (* 3. Januar 1893 in Detroit, Michigan; † 18. Februar 1940 in Flushing, New York City) war ein US-amerikanischer Saxophonist.

## Leben und Wirken
Wiedoeft, Sohn deutscher Einwanderer, lernte als Kind zunächst Violine, spielte dann Klarinette im Familienorchester und wechselte schließlich nach der Übersiedlung nach New York City zum C-Melody-Saxophon (gelegentlich spielte er auch Altsaxophon und Sopransaxophon). Er war in den 1910er-Jahren für sein virtuoses Spiel auf dem damals selten gespielten Instrument berühmt und wirkte an rund 300 Aufnahmen mit; er spielte u. a. in der  Frisco „Jass“ Band, in der Bigband von George Olsen und seines Bruders Herb Wiedoeft, bevor er nach New York ging.
Er nahm unter eigenem Namen für Victor Records auf und war in den 1920ern ein populärer Musiker, der häufig im Radio auftrat. Er arbeitete auch bei Rudy Vallée (der selbst Saxophon spielte und seinen Spitznamen Rudy daher hatte, dass er intensiv Wiedoefts Spiel auf Platten studiert hatte) und eine Weile in Frankreich. Mitte der 1930er Jahre verließ er das Musikgeschäft, um in Minengeschäfte zu investieren, was jedoch wenig Erfolg hatte. Er starb 1940 an Leberzirrhose.